# Cyphotettix camelus
Cyphotettix camelus is een rechtvleugelig insect uit de familie doornsprinkhanen (Tetrigidae). De wetenschappelijke naam van deze soort is voor het eerst geldig gepubliceerd in 1952 door Rehn.
1. ↑  (en) Cyphotettix camelus op de IUCN Red List of Threatened Species.